# Unalakleet
Unalakleet (Uŋalaqłiq en Iñupiaq) es una localidad de Alaska (Estados Unidos), se encuentra dentro del Área censal de Nome, es conocida por la pesca del salmón y el cangrejo real. Está ubicada en la desembocadura del río Unalakleet, se encuentra a una distancia de 395 km de Anchorage.

## Geografía
Unalakleet se encuentra en las coordenadas 63°53′36″N 160°47′48″O / 63.89333, -160.79667. Según la Oficina del Censo de los Estados Unidos, Unalakleet tiene una superficie total de 16,07 km², de la cual 9,41 km² corresponden a tierra firme y (41,43%) 6,66 km² es agua.

## Historia, cultura y demografía
Los arqueólogos han dado con restos de viviendas de nativos a lo largo de la playa a partir del 200 a. C. al 300 d. C. El nombre Unalakleet significa "desde el lado sur." 
Unalakleet forma parte de una ruta de invierno, entre Norton Sound y el río Yukón, durante mucho tiempo ha sido un centro comercial importante entre los Athabascans que vivían en el interior de Alaska y los Inupiat que vivían en la costa.
Una empresa rusa construyó un puesto comercial en este lugar en la década de 1830. 
En el año 1898 fueron traídos renos para pastoreo de Laponia, para enseñarles a los nativos la cría de estos animales 1898.
En 1901, los Estados Unidos a través de la empresa "Army Signal Corps" construyó una línea telegráfica de 975 km desde St. Michael a Unalakleet.
Según el censo de 2010, había 688 personas residiendo en Unalakleet. La densidad de población era de 42,81 hab./km². De los 688 habitantes, Unalakleet estaba compuesto por el 14,97% blancos, el 0,58% eran afroamericanos, el 77,33% eran amerindios, el 0.58% eran asiáticos, el 0% eran isleños del Pacífico, el 0,15% eran de otras razas y el 6,4% pertenecían a dos o más razas. Del total de la población el 1,02% eran hispanos o latinos de cualquier raza.